# Nasenmännel
Unter dem mundartlich gefärbten Begriff Nasenmännel werden kleine nur wenige Zentimeter große geschnitzte  Holzfiguren verstanden, die in den Holzwerkstätten im Erzgebirge, insbesondere um Seiffen herum, produziert wurden. Die „Nase“ im Begriff soll diese Figuren von den einfacheren gedrechselten Figuren mit glattem Gesicht abheben.

## Sammlerstück
Die „Nasenmännel“ sind heute bei Sammlern sehr beliebt und erzielen bei Börsen und Versteigerungen oft recht hohe Preise. Ähnlich wie bei anderen Holzprodukten aus dem Erzgebirge kann der Sammler auch hier anhand bestimmter Merkmale, Schnitztechniken, Farben und Stempel die Herstellerwerkstatt erkennen. Man kann sogar von einer regelrechten „Handschrift“ der einzelnen Schnitzer sprechen. Es gibt bereits einige Bücher, die sich mit diesem Sammelgebiet auseinandersetzen.

## Gestaltung
Nasenmännel und die einfacheren Holzfiguren aber vereinzelt auch Zinnfiguren wurden vor dem Zweiten Weltkrieg zur Gestaltung von Alltagsszenen in Schauvitrinen, für die Ausstattung der Modelleisenbahnen und bei betuchteren Familien als Kinderspielzeug verwendet. In den dreißiger Jahren kamen zusätzlich kleine Figuren in der Zinkdruckguss-Technik hinzu, die von den Modellbahnherstellern in Großserienfertigung hergestellt wurden.
Nach dem Krieg wurden die Holzfiguren sehr schnell durch die preiswerten aus Kunststoff gespritzen Figuren ersetzt. Diese Massenware hat allerdings nicht den Charme der kleinen Holzfiguren.